# 纳粹德国国旗
纳粹德国国旗，正式名称为国家和民族旗（德語：Reichs- und Nationalflagge），也被广泛称为纳粹旗（英語：Nazi flag）或万字旗（直译：「勾十字旗」）。该旗幟背景为红色，中間為白色圆形內部有卐字（万字）。该旗帜最初是德国国家社会主义工人党的旗帜，1933年阿道夫·希特勒當上总理后，將該旗幟作爲兩面德国国旗之一，而另一面國旗是德意志帝国的黑白色红色水平三色旗。
1935年，即兴登堡总统去世后一年，希特勒正式指定其为唯一的德国国旗，直到第二次世界大战结束和第三帝国灭亡为止。

## 历史

### 起源

没有卐字的旧德意志帝国国旗由1933年一直使用到1935年

在拒绝了许多有关旗帜设计和颜色的建议后，希特勒将设计新旗帜的过程描述如下：
“与此同时，我本人经过无数次尝试，终于定下了这样的形式：一面有着红色背景，白色圆形和中央黑色勾十字记号的旗帜。经过长时间的试验，我还决定了勾十字和白盘的大小、尺寸和比例，以及勾十字记号的形状和厚度。”——阿道夫·希特勒，我的奋斗 (1925)
纳粹党在1933年1月30日夺取德國政權后 ，弃用了魏瑪德國黑红金三色旗。 3月12日，一项法令确立了两个法定国旗：重新引入的黑白红三色帝国国旗和纳粹党的旗帜。
纳粹德国国旗上面的勾十字从两面看旋转方向是不同的，陆地上的纳粹旗帜上的勾十字无论从哪面看都是右旋的。 在1933年1月30日希特勒被任命為德國總理後不久，魏瑪共和國時期的黑紅金三色國旗即遭禁用；隨後於3月12日頒布的法令規定德國將使用兩面法定旗幟：一是重新啟用的黑白紅三色帝國三色旗作為國旗，另一面則是納粹黨的旗幟。 儘管如此，這兩面新旗幟直到1933年3月14日才正式啟用，儘管實際使用可能在此之前已經開始。
1933年4月29日，內政部長威廉·弗里克頒令所有商船必須在船艉懸掛黑白紅三色艦船旗，並在訊號索具或右舷訊號橫桁上懸掛納粹黨旗。
阿尔伯特·斯佩尔在他的《第三帝国的内幕》书中指出：“他（阿道夫·希特勒）只在两件其他的设计中表现了他对其消暑别墅伯格霍夫同样的热情：「帝国战旗和他的个人旗帜」，表明希特勒是一位狂热的旗帜设计者。 

### 使用

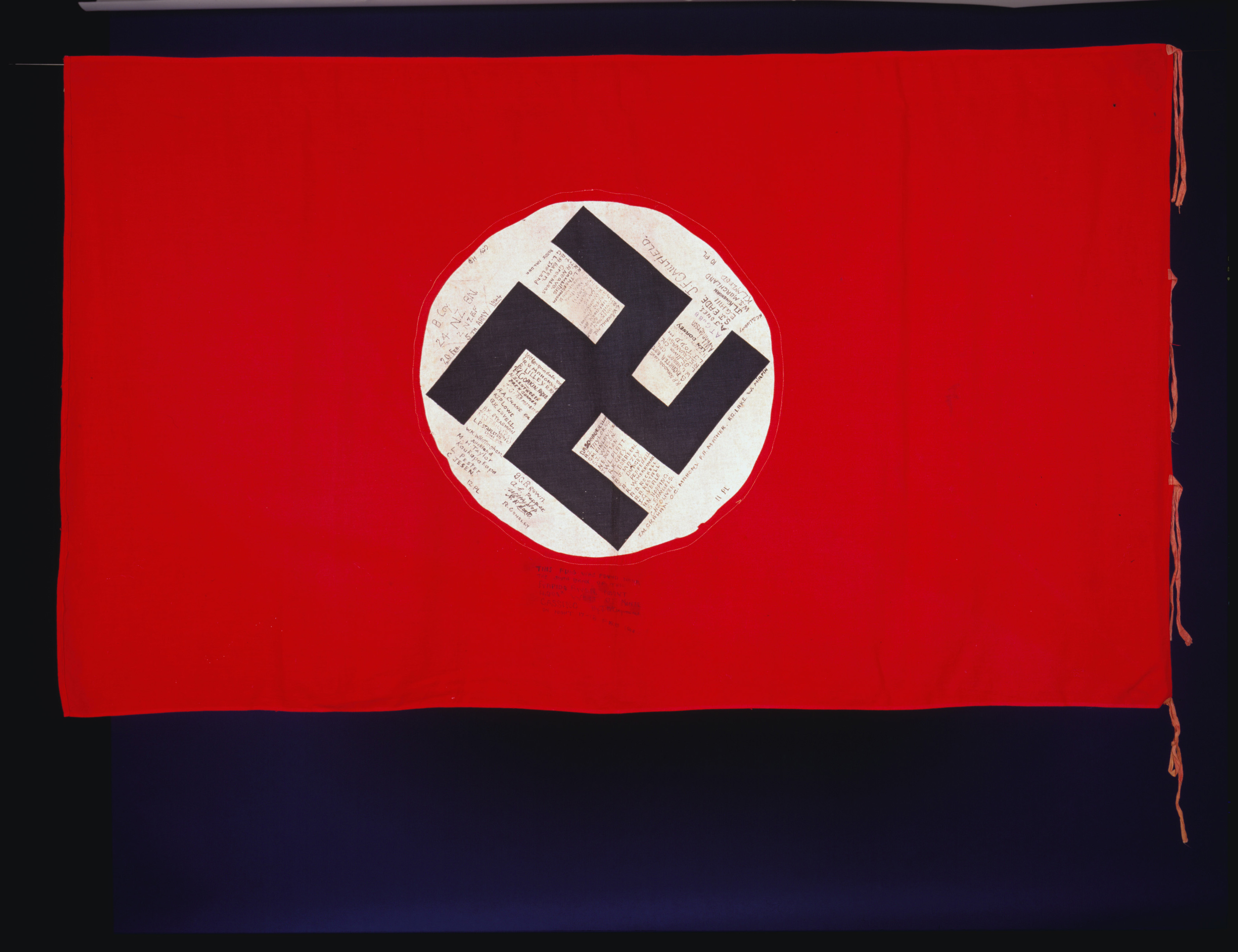
在1944年2月17-18日夜间在卡西诺镇以西4000英尺的拉皮多河南岸发现的一面纳粹国旗。在此图片中，勾十字记号看起来朝左

卐字偏离中心的版本被用作德国注册民用舰艇上的民用旗帜，并用作纳粹德国海军军舰上的舰首旗。 关于卐字偏离中心的旗帜在1935年至1945年间是否是官方国旗一直存在争议，例如在流行的旗帜学网站「世界国旗」上。  第三帝国的书籍中始终卐字位于中心的版本显示为德国的国旗。 第三帝国于1937年出版的名叫《您应该立即知晓的事》（Du Sofort im Bilde，这是第三帝国组织的指南）的一本书 显示了卐字（勾十字）居中的旗帜是德国的国旗。 此前一年（1936年）在第三帝国出版的一本书《1936年德国公务员年鉴》（Deutscher Beamten-Kalender 1936），也将卐字（勾十字）居中的版本作为国旗，此外，书中说卐字偏离中心的版本也被描述为用于军舰旗（Kriegsschiff）。 除海军以外，平民和德国武装部队还经常使用卐字居中版本的旗帜。 
在纳粹德国，从1933年到至少1938年，任何一面卐字旗在正式启用前，都必须经过一个仪式，将其和纳粹在1923年啤酒馆政变中使用的名为“血旗”（Blutfahne）的卐字（勾十字）旗接触。 这个持续很久的仪式在每次纽伦堡党代会上进行。直到1938年纽伦堡举行最后一次集会之后，这种传统是否继续存在还不得而知。

### 1945年后
在第二次世界大戰結束、納粹德國戰敗之後，盟軍管制理事會於1945年9月20日頒布的第一號法律廢除了所有納粹象徵，並撤銷了第三帝國時期的相關法律。 此後，在多個國家（特別是德國）中，持有、進口或展示納粹卍字旗皆被明令禁止。
時至今日，納粹卍字旗仍在德國境外為新納粹支持者與同情者所廣泛使用；而在德國境內，由於上述針對所有納粹象徵（例如卍字、黨衛隊雙閃電符號等）的禁令依然有效，德國新納粹團體則轉而使用1933年至1935年間的舊國旗。根據今日德國的第§86a條，相關禁令仍具法律效力。然而，儘管該黑白紅三色帝國旗曾於納粹德國短暫使用，其本身在歷史上並不具有種族主義或反猶太主義的意涵。

## 相关旗帜

纳粹党党旗
希特勒的个人旗帜
国防军总司令旗
党卫军旗帜 （SS）
秩序警察（纳粹德国国家常规警察组织）旗帜
希特拉青年團的旗帜
德国国防军裝甲部隊旗帜